# Megastigmus iamenus
Megastigmus iamenus är en stekelart som beskrevs av Walker 1839. Megastigmus iamenus ingår i släktet Megastigmus och familjen gallglanssteklar. Inga underarter finns listade i Catalogue of Life.